# Donald Swaelens
Donald Swaelens was een Belgische golfprofessional.

## Levensloop
Swaelens gaf net als zijn vader Jules les op de golfclub van Waterloo en speelde in de jaren 1972, 1973 en 1974 ruim dertig toernooien op de net gestarte Europese Tour. Ook speelde hij die jaren het Brits Open. Zijn beste resultaat was een 7de plaats in 1974.  
In 1973 werd hij samen met Dale Hayes 2e bij het Britse PGA Kampioenschap op Wentworth, drie slagen achter Peter Oosterhuis en in 1974 werd hij 3e op het Dutch Open op de Haagsche, zijn beste resultaat op de Europese Tour.

## Gewonnen
- Omnium van België 1967, 1969, 1970, 1971, 1972, 1973

## Memorial
Swaelens overleed op 39-jarige leeftijd aan kanker.
De Memorial Donald Swaelens (later de Donald Swaelens Challenge) werd naar hem genoemd. Deze werd gewonnen door onder andere:
- 1976: Severiano Ballesteros
- 1995: Arnaud Langenaeken
- 1998: Nicolas Colsaerts (hij werd een jaar eerder op 14-jarige leeftijd al 3e)
- 1993: Lara Tadiotto